# Sven Sid
Sven Olof Sid, född 8 juni 1945 i Pörtom, är en finländsk skådespelare och regissör. 

## Biografi
Sven Sid genomgick Svenska teaterskolan i Helsingfors 1966–1969, var skådespelare vid Svenska Teatern i Helsingfors 1969–1989, regisserade för FST Fiktionen 1989–1991 och har varit skådespelare samt regissör vid Svenska Teatern sedan 1991. 
Sid hör till de teatermän som haft stor betydelse för finlandssvenskt teater- och kulturliv. Han har gjort en unik insats genom att inspirera tusentals amatörer, främst på Raseborgs sommarteater (Raseborgs festspel) vars husregissör han har varit sedan 1974. Han har där regisserat många familjepjäser och musikaler, men också dramatiskt allvarliga stycken. Han har också regisserat på Lurens och Glims sommarteatrar, samt har gjort insatser för lokala förmågor i bland annat Ingå och Sjundeå.
Svenska Teatern har emellertid varit den fasta punkten. Känd för en bred publik blev han redan då han i succén Stadin kundi sjöng låten med samma namn. Han har haft många roller genom åren, speciellt i musikpjäser, men i Jungfruburen, i Ett år för om masten, som till exempel  dr Theves i Elefantmannen och som direktören i Per-Erik Lönnfors Svart på vitt 2003 gjorde han kanske sina bästa roller.
Till hans mest imponerande regiarbeten på Svenska Teatern hör Topelius! (1998) till Lars Huldéns text. Han stod både för idén, bearbetningen och regin till denna av både kritik och publik uppskattade pjäs. Många av hans uppsättningar nämnda teater har blivit publikdragare, bland annat Herr Hu (kom också som skiva), Emil i Lönneberga, Ding Dong Dille (skiva), Oliver!, Folk och rövare, Robin Hood och Skönheten och odjuret (2004). Han skriver ofta själv åtminstone en del av sångerna och musiken i sina uppsättningar, och till exempel  bitar ur hans skiva Elfensten & andra visor spelas ofta i radion. För televisionen har han regisserat serien Hemgård, projekt Waikiki och Mormor. Han har lyckats förmedla värme och livsglädje till publiken och har därför blivit en folkkär regissör.
Han är far till Maria Sid. 